# Žarnovická dolina (Velká Fatra)

Poloha doliny v rámci pohoří Velké Fatry

Žarnovická dolina je údolí v jihozápadní části pohoří Velké Fatry na Slovensku.
Vstupní část doliny je tvořená slínovými vápenci až slíny, na kterých se vytvořil rovinatý, až hladký reliéf, který je viditelný i na hřebenových částech Velké Fatry v oblasti Kráľova studňa - Krížna - Ostredok. Druhá (horní) část doliny, nazývaná Rožková dolina, má divočejší a pestřejší reliéf, který vznikl na triasových vápencích a dolomitech náchylných ke vzniku povrchového a podzemního krasu.

## Geologie
Rožková dolina je z krasového hlediska jedinečná - na jejích úbočích se nachází skalní město s množstvím izolovaných skalních věží, jejichž kolmé srázy dosahují až 70 metrů. Ty jsou kvůli vysokým stormům viditelné pouze při výstupu na Velký Rakytov.
Kromě povrchového krasu představovaného skalními galeriemi, věžemi, jehlami a skalním městem se v Žarnovické dolině vyskytují i ojedinělé podzemní krasové jevy - jeskyně. Nejznámější je vývěrová fluviokrasová Jeskyně v Žarnovické dolině, s občasným vodním tokem, v zimních měsících se měnícím na ledopád. Při ražení nedalekého Čremošnianského železničního tunelu se objevily i další větší jeskyně, dokonce i silný vývěr vody, který je v současnosti uměle zachycen jako zdroj pitné vody pro Banskou Bystrici.

## Zajímavosti
Asi 200 metrů za rozcestím Ústí Velké Skalné (v terénu na rozcestníku) resp. Rožková dol., Ústí (v online mapách) v ústí Rožkové doliny se nachází Svätojanský vodopád. Dvoustupňový svatojánský vodopád dosahuje výšky asi 4 metry. Dostatečný průtok má jen v době jarního tání a po vydatnějších deštích. V minulosti tu stávala chata Cyklámen, resp. stanice svazu ochránců přírody.

## Lezectví
Kouzlo Orlí věže, Zadní bašty, Hadí skály či Jehly objevili horolezci už v 40. letech 20. století, kdy udělali první přelez kolmých a převislých stěn zmíněných skalních věží. V minulosti se zde dokonce pořádaly lezecké dny. Zajímavými jsou zde vystupující výrazná skalní bradla. V současnosti je zde skalolezectví zakázáno, z důvodu ochrany samotných útesů, flóry a dravých ptáků hnízdících zde během jarních měsíců.

## Ochrana přírody
Z důvodu ochrany zachovalých lesních společenstev horského až subalpínské vegetačního stupně s bohatstvím rostlinných druhů, fragmentálním výskytem suchomilných a teplomilných rostlinných druhů a ukázkami typických krasových forem s výskytem přírodních stanovišť vzácných živočichů byla roce 1988 vyhlášena přírodní rezervace Veľká Skalná. V dolině se vykytuje vzácná orchidea střevíčník pantoflíček (Cypripedium calceolus).

## Historie SNP
Pro svou odlehlost, divokost a relativní nepřístupnost si během II. světové války vybrali dolinu za své útočiště partyzáni. V polovině Žarnovické doliny se nachází
památný srub SNP, ve kterém se 20. července 1944 konala ilegální schůze Slovenské národní rady. Právě v ní se upřesňovaly politické a vojenské přípravy SNP. V Skalné údolí stávaly tři chaty, které němečtí vojáci během povstání vypálili.

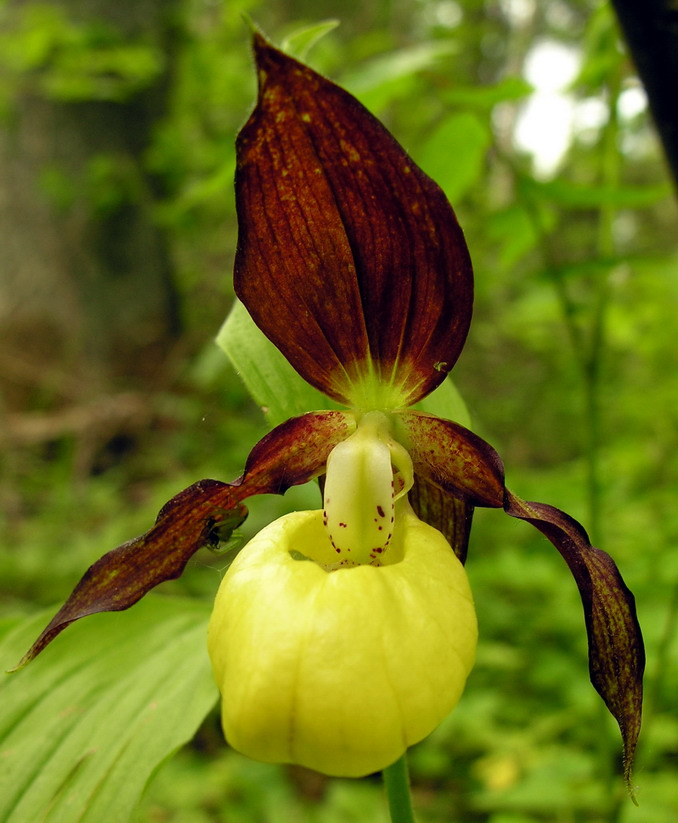
střevíčník pantoflíček
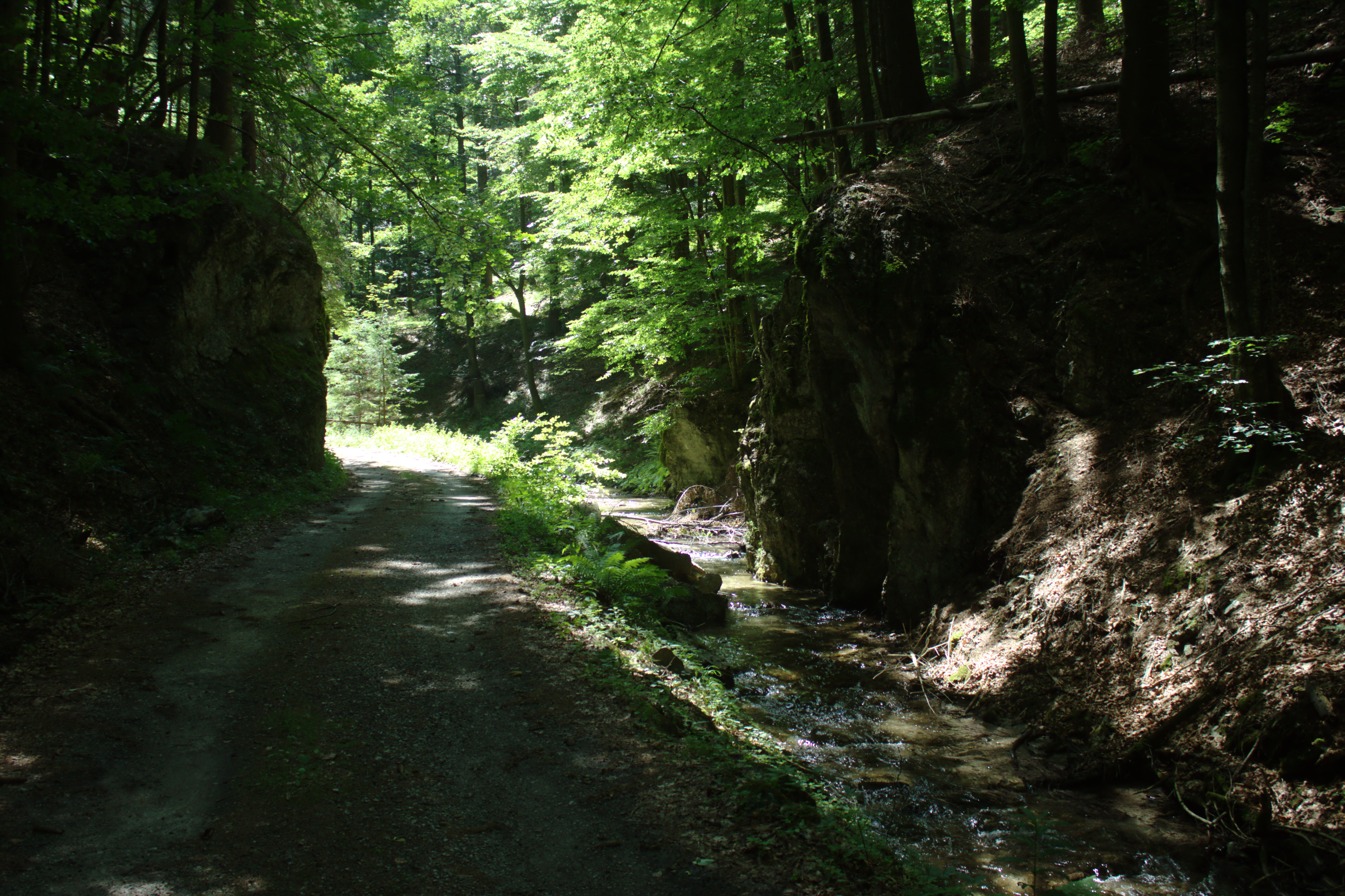
Žarnovická dolina